# Dubiefostola auricollis
Dubiefostola auricollis är en skalbaggsart som beskrevs av Tavakilian och Monné 1991. Dubiefostola auricollis ingår i släktet Dubiefostola och familjen långhorningar. Inga underarter finns listade i Catalogue of Life.

## Bildgalleri

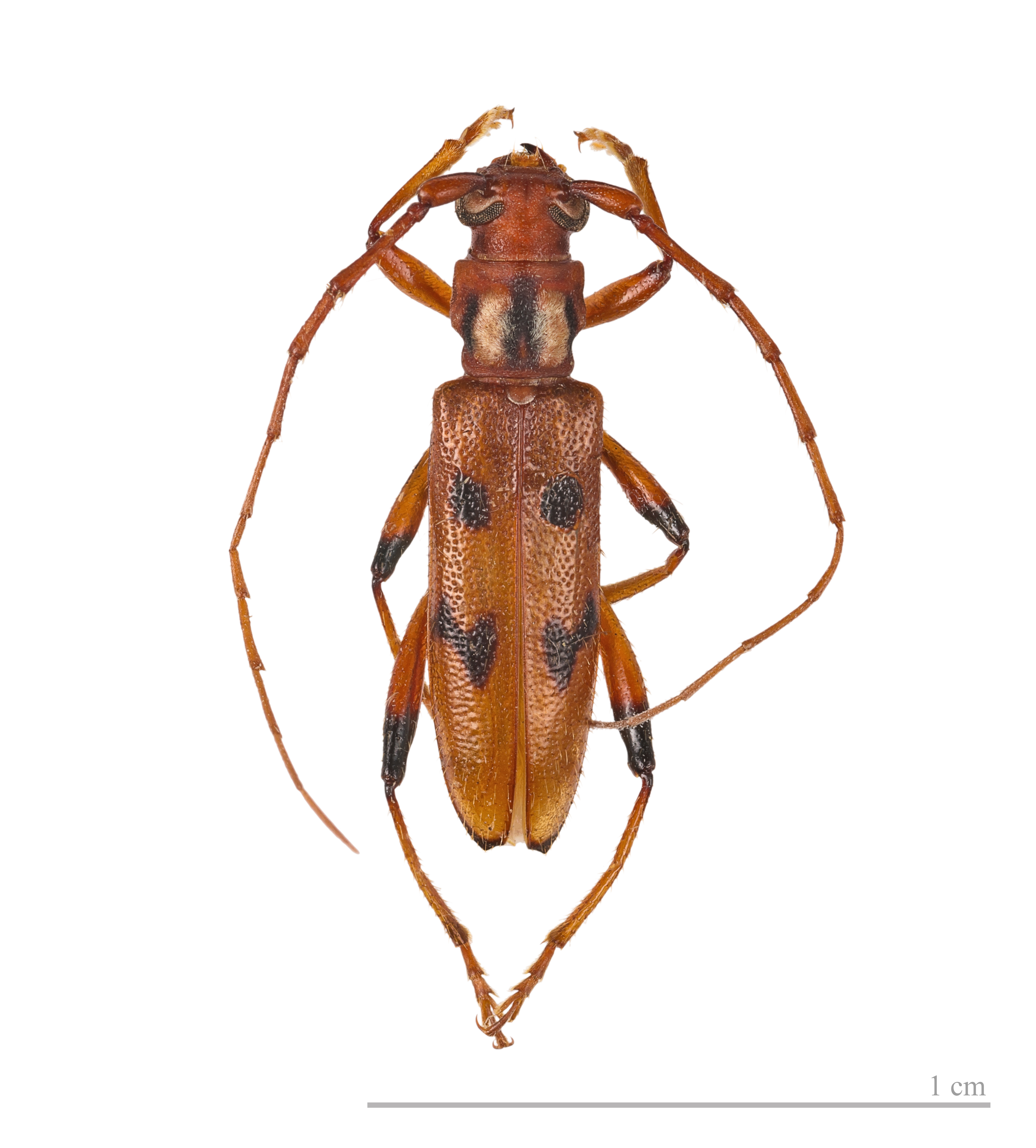